# Pourcharesses
Pourcharesses – miejscowość i gmina we Francji, w regionie Oksytania, w departamencie Lozère.
Według danych na rok 1990 gminę zamieszkiwało 110 osób, a gęstość zaludnienia wynosiła 3 osoby/km² (wśród 1545 gmin Langwedocji-Roussillon Pourcharesses plasuje się na 792. miejscu pod względem liczby ludności, natomiast pod względem powierzchni na miejscu 122.).

## Populacja

Populacja Pourcharesses w latach 1962-2008